# Ernst von Metternich
Pour les articles homonymes, voir Metternich (homonymie).
Ernst von Metternich, né le 5 novembre 1657 et mort à la fin de l'année 1727 à Ratisbonne, est un diplomate prussien. À la mort de Marie de Nemours en 1707, il obtient la succession de la principauté de Neuchâtel pour le roi Frédéric Ier de Prusse et en devient gouverneur.

## Biographie

### Jeunesse
Originaire d'une branche de la maison de Metternich convertie au protestantisme, Ernst von Metternich est né le 5 novembre 1657. Il est le fils de Jean-Meinard von Metternich (décédé en 1712), un noble de Rhénanie qui avait occupé différents postes au service du Brandebourg après la signature du Traité de Westphalie en 1648, et de Lucia de Bornstedt,.
Il se met au service des Hohenzollern, la dynastie au pouvoir en Brandebourg, et est nommé conseiller de cour et de légation,. En 1685, il est l'adjoint du représentant du Brandebourg à la Diète de Ratisbonne et, trois ans plus tard, plénipotentiaire lors de la Diète de 1688. À partir de 1689, il représente également le duché d'Anhalt. Il est nommé comte du Saint Empire en 1696 par l'Empereur Léopold Ier (1640-1705),.

### Succession de la principauté de Neuchâtel
En 1702, il est désigné ambassadeur extraordinaire de Frédéric Ier, devenu roi de Prusse une année plus tôt, auprès du Corps helvétique. Il reçoit dès 1702 la mission de revendiquer les droits de la Prusse sur la principauté de Neuchâtel lorsque Marie de Nemours mourra, mais il néglige de prendre contact avec les agents de la Prusse qui y travaillent déjà dans les cantons suisses. Ce n'est qu'en 1705 qu'il reçoit la visite de François-Louis de Pesmes de Saint-Saphorin (1668-1737), délégué de l'ambassadeur impérial en Suisse auprès des cantons protestants qui l'informe en détail sur la situation.
En 1705 également, alors que les rumeurs sur le décès prochain de Marie de Nemours vont croissantes, il écrit à la cour de Berlin pour demander d'être relevé de cette mission. Il estime en effet que d'autres sont mieux placés pour faire valoir les droits de la Prusse et ont davantage de connaissances sur les questions juridiques qui y sont liées. Il fait également valoir que son piétisme n'est pas populaire en Suisse. Il doit toutefois obéir et se rend finalement en Suisse où il arrive en 1706 avec son fils Ernest Eberhard (1691-1717), qu'il forme au métier de diplomate,,.
À la suite de la mort de Marie de Nemours, dernière représentante de la maison d'Orléans-Longueville et princesse de Neuchâtel, il se rend à Neuchâtel le 30 juin 1707,. Il y défend les droits du roi Frédéric Ier de Prusse sur la principauté auprès du Tribunal des Trois-États en tant que ministre plénipotentiaire. Il fait de nombreux promesses aux Neuchâtelois. Il fait notamment valoir le fait que Neuchâtel et la Prusse partagent la même religion et promet le respect des franchises et libertés obtenues par le passé,. Il offre des garanties semblables aux bourgeoisies des villes de Neuchâtel et de Valangin. Il aurait également acheté les voix du Tribunal des Trois-États,. Le 3 novembre 1707, il arrive à ses fins et Frédéric Ier obtient l'investiture. Il envoie alors son fils annoncer la nouvelle à Berlin et ce dernier reçoit de nombreuses récompenses, dont le titre d'envoyé aux côtés de son père auprès de la Diète impériale à Ratisbonne.

### Fin de carrière
Metternich est ensuite gouverneur de la principauté de Neuchâtel et, à ce titre, président du Conseil d'État, jusqu'en juin 1709, mais il remplit ces fonctions depuis Ratisbonne. En 1710, il est dépêché comme ambassadeur à la Cour impériale et représente le roi de Prusse lors de l'élection impériale de 1711 qui fait suite au décès de l'Empereur Joseph Ier. En 1712, il est envoyé comme représentant de la Prusse au Congrès d'Utrecht et à la conférence de La Haye,. Il retrouve ensuite son poste à Ratisbonne. Frédéric-Guillaume Ier le confirme à ce poste après son accession au trône de Prusse en 1713. En 1715 et 1716, il est à nouveau envoyé à la Cour impériale. Metternich meurt à Ratisbonne à la fin de l'année 1727,. Il se convertit au catholicisme sur son lit de mort.

## Famille et descendance
Ernest de Metternich s'est marié avec Anna von Regal zu Kranichfeld (1670-1737). Trois enfants sont issus de ce mariage:
- Ernst Eberhard Freiherr von Metternich (1691–1717), ambassadeur prussien à la Diète perpétuelle;
- Elenore Christine Freiin von Metternich (1692–1752), qui épouse en 1708 Maximilian Ludwig von Regal zu Kranichfeld (1668–1717), un général et cousin de sa mère.
- Ernst August Freiherr von Metternich (1694–1720).

## Œuvres
Ernest de Metternich a beaucoup écrit, écrivant presque quotidiennement au roi de Prusse et tenant un journal. En 1705, il publie un livre intitulé La vraie perfection et félicité en ce monde, un ouvrage marqué par l'influence du piétisme. Dix ans plus tard, il fait paraître une traduction en trois volumes des œuvres du mystique anglais John Pordage (1625-1698).

#### Articles consacrés à Ernest von Metternich
- (de) Peter Fuchs, « Metternich, von », sur Deutsche Biographie.
- Eric-André Klauser, « Metternich, Ernest de » dans le Dictionnaire historique de la Suisse en ligne, version du 12 janvier 2010..
- (de) Leopold Nedopil, « Deutsche Adelsproben aus dem Deutschen Ordens-Central-Archive (1868) - Bayerische Staatsbibliothek », sur opacplus.bsb-muenchen.de, Vienne, 1868.
- Arthur Piaget, « Ernest de Metternich », Musée neuchâtelois, Neuchâtel, Société d'Histoire du canton de Neuchâtel,‎ 1933, p. 3-5.
- (de) Johann Heinrich Zedler, Großes vollständiges Universal Lexikon aller Wissenschaften und Künste, t. 20, 1731-1754 (lire en ligne), p. 1398-1399.

#### Livres et articles consacrés à la succession de Neuchâtel
- (de) Adrian Bachmann, Die preussische Sukzession in Neuchâtel : ein ständisches Verfahren um die Landesherrschaft im Spannungsfeld zwischen Recht und Utilitarismus (1694-1715), Zurich, Schulthess, coll. « Zürcher Studien zur Rechtsgeschichte » (no 24), 1993, 467 p. (ISBN 9783725531318).
- Marc A. Emery, Gottfried Hammann, Philippe Henry et Maurice Evard, Histoire du Pays de Neuchâtel / T. 2, De la Réforme à 1815 / [dir. Philippe Henry, Jean-Pierre Jelmini] ; [réd.: Marc E. Albert Emery, Maurice Evard, Gottfried Hammann et autres]., Hauterive, G. Attinger, 1991 (ISBN 2-88256-053-2 et 978-2-88256-053-7, OCLC 716262913, lire en ligne), p. 67-68.
- Philippe Henry, « Les Relations Politiques entre Neuchâtel et Berlin au XVIIIe Siècle », dans Martin Fontius, Schweizer im Berlin des 18. Jahrhunderts, Berlin, Akademie Verlag GmbH, 1996 (ISBN 3-05-002906-4), p. 33-44.
- Sven Stelling-Michaud, « Quelques aspects nouveaux de 1707 », Musée neuchâtelois, Neuchâtel, Société d'Histoire du canton de Neuchâtel,‎ 1935, p. 19-28.

#### Livre consacré à l'Histoire de la Prusse et de l'Allemagne
- (de) Christian August Ludwig Klaproth, Der Königlich-Preußische und Churfürstlich-Brandenburgische Wirkliche Geheime Staats-Rath an Seinem zweyhundertjährigen Stiftungstage : des fünften Januar 1805, Berlin, 1805 (lire en ligne), p. 397.
- (de) Klaus-Peter Rueß, Die Grabinschriften auf dem Gesandtenfriedhof in Regensburg, Ratisbonne, Stadtarchiv Regensburg, 2015, 65 et suivantes (ISBN 978-3-943222-13-5 et 3-943222-13-6, OCLC 953628197, lire en ligne).